# Comuna de Oświęcim
Oświęcim (polaco: Gmina Oświęcim) é uma gminy (comuna) na Polónia, na voivodia de Pequena Polónia e no condado de Oświęcimski. A sede do condado é a cidade de Oświęcim.
De acordo com os censos de 2004, a comuna tem 16 481 habitantes, com uma densidade 221,3 hab/km².

## Área
Estende-se por uma área de 74,47 km², incluindo:
- área agricola: 61%
- área florestal: 6%

## Demografia
Dados de 30 de Junho 2004:
|                      | Total   | Total | Mulheres | Mulheres | Homens  | Homens |
| -------------------- | ------- | ----- | -------- | -------- | ------- | ------ |
|                      | pessoas | %     | pessoas  | %        | pessoas | %      |
| População            | 16 481  | 100   | 8396     | 50,9     | 8085    | 49,1   |
| Densidade (pop./km²) | 221,3   | 100   | 112,7    | 112,7    | 108,6   | 108,6  |

De acordo com dados de 2002, o rendimento médio per capita ascendia a 1376,53 zł.

## Subdivisões
- Babice, Broszkowice, Brzezinka, Dwory II, Grojec, Harmęże, Łazy, Osada Stawy Grojeckie, Pławy, Poręba Wielka, Rajsko, Stawy Monowskie, Włosienica, Zaborze.

## Comunas vizinhas
- Bieruń, Bojszowy, Brzeszcze, Chełmek, Kęty, Libiąż, Miedźna, Oświęcim, Polanka Wielka, Przeciszów.